# 동부주 (부르키나파소)
동부주(東部州, 프랑스어: Est)는 부르키나파소 동부에 위치한 주로 주도는 파다응구르마이며 면적은 36,256km2, 인구는 1,209,399명(2006년 기준)이다. 남서쪽으로는 중동부주, 북서쪽으로는 중북부주, 북쪽으로는 사엘주와 접하며 북동쪽으로는 니제르, 남동쪽으로는 베냉, 남쪽으로는 토고와 국경을 접한다. 5개 현(그나그나현, 구르마현, 코몽자리현, 콤피엥가현, 타포아현)을 관할한다.